# Stazione di Portichetto-Luisago
La stazione di Portichetto-Luisago è una fermata ferroviaria posta lungo la linea Saronno-Como, a servizio del comune di Luisago e della sua frazione Portichetto.

## Strutture e impianti
La stazione è costituita da un fabbricato viaggiatori in stile liberty e possiede due binari per il transito dei treni. È presente anche la sottostazione elettrica (45.759668°N 9.049808°E).

## Servizi
- Biglietteria automatica
- Parcheggio auto
- Accessibilità per disabili accompagnati
- Servizi igienici anche per disabili

## Movimento
La stazione è servita da treni regionali Trenord in servizio sulla relazione Como Nord Lago-Milano Cadorna nelle ore di cadenza a frequenza oraria e semioraria.